# Marmo di Lasa
Il marmo Lasa (in tedesco Laaser Marmor) è un marmo molto duro, resistente anche alle intemperie che si estrae in Alto Adige in Italia.

## Luogo di estrazione

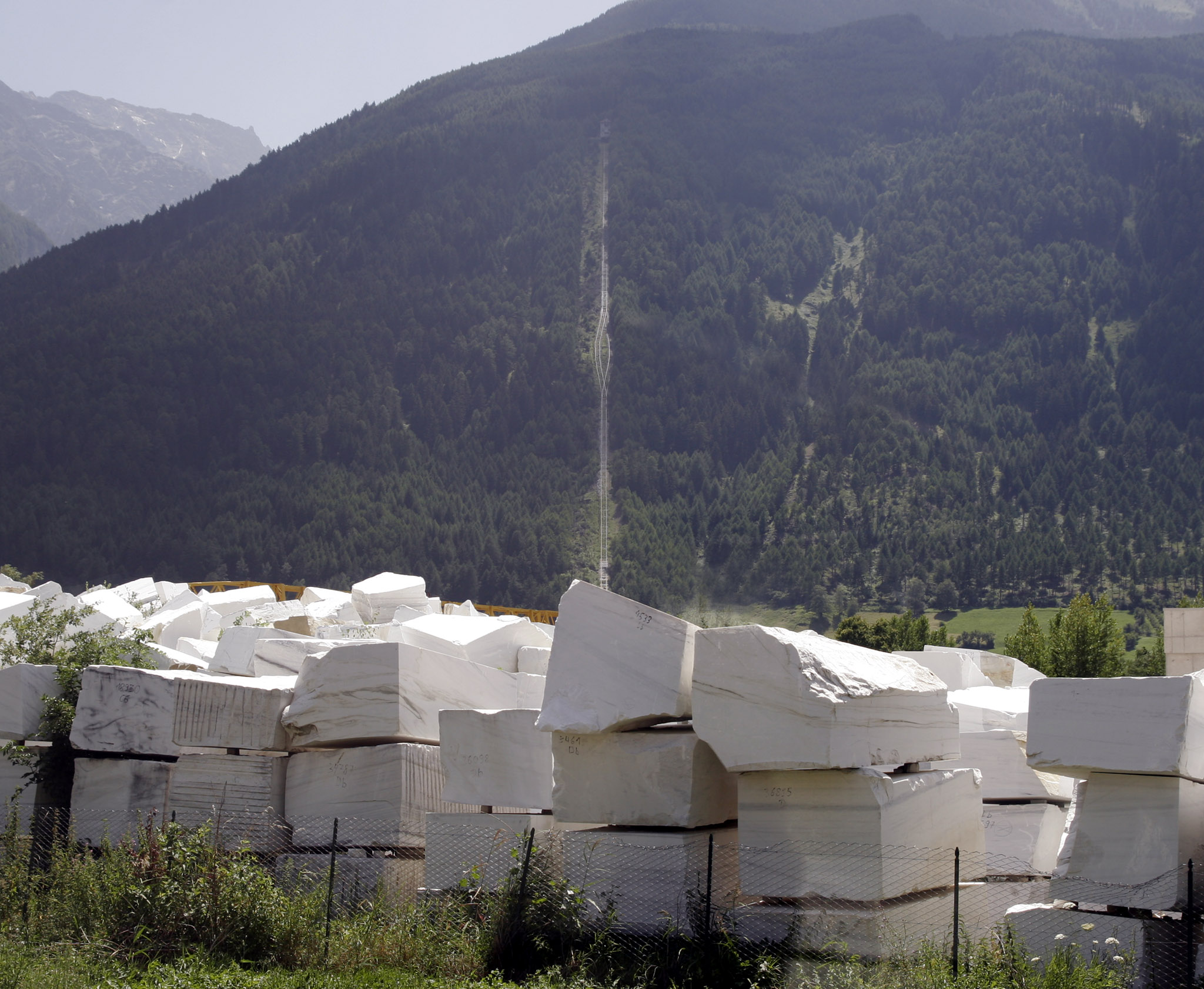
Blocchi di marmo accatastati e sullo sfondo il piano inclinato della ferrovia marmifera di Lasa

Viene estratto dal monte Tramontana (Vinschger Nördersberg), nella valle di Lasa (Laaser Tal) nella montagna di Covelano (Göflaner Berg) nel comune di Silandro. 
Veniva già impiegato in antichità dai romani per le pietre miliari lungo la Via Claudia Augusta per poi essere dimenticato; è stato riscoperto solamente nell'età moderna e infine nel XIX secolo nelle cave della Croda Jenne e della cascata di Acqua Bianca (Weißwasser).
Il grande cono di deiezione del rio Gadria nel corso del 1600 l'estrazione comportava non pochi rischi dato che i pesanti blocchi non permettevano un facile trasporto dalle cave fino al fondo valle; ciò avveniva su grandi larici utilizzati a mo' di scivoli. Ad oggi vi sono sofisticati e macchine idrauliche oltre a una cremagliera elettrificata.
In val Venosta si estrae marmo con meno veemenza dalla metà del '800, infatti nel 1848 i diritti di estrazione furono acquisti dallo scalpelliere di Monaco Bernhard Schweizer, fornitore a sua volta di marmo per lo scultore di Ludovico I di Baviera. Nel 1865, Karlsruhe Johannes Steinhäuser riuscì a fondare Laaser Marmorwerk e Josef Lechner all'estrazione sistematica presso la cava Acqua Bianca nel 1883.
L'attuale nome della roccia, che era stata a lungo conosciuta come "marmo tirolese" o "marmo Vinschgauer", iniziò a prevalere a metà del XIX secolo. Al più tardi dalla Fiera mondiale di Vienna del 1873, in cui faceva parte della k.k. Geologische Bundesanstalt (GBA), il Reichsanstalt è stato presentato da due compagnie, il marmo di Lasa ha vinto, indipendentemente da dove fosse estratto tra la val di Lasa e la val Martello, sotto questo marchio sempre più conosciuto. Johannes Steinhäuser fu fondatore della prima impresa di lavorazione del marmo, la Laaser Marmorwerke. Dalle città europee, come Berlino, Monaco di Baviera e Vienna, numerosi scultori provenienti dall'architettura neoclassica, ne danno il nome di "marmo di Lasa", preferito da diversi architetti e scultori di pietra.
La ferrovia marmifera di Lasa ricevette il proprio toponimo italiano quando arrivò ufficialmente da chi a quei tempi aveva il potere nel 1923.
Il metodo di estrazione della pietra, originaria da più di 400 milioni d'anni, dall'inizio dell'estrazione si utilizzarono trascinare a valle massi erratici ai massiccio della Jenn.
Si procedeva liberandoli dai lati e da dietro mediante punte di ferro Schroatn e nella parte inferiore mediante cunei di ferro che producevano i cosiddetti Keiltasche profondi circa 30 centimetri. Poi si cambiò utilizzando un solco mediante fori trapanati in fila e cunei di legno; in seguito, precisamente dagli anni 30, si passò direttamente a far saltare in aria il materiale. A inizio del 1900 l'estrazione fu spostata in galleria dato che vi erano valanghe che ostacolavano il lavoro.
Ad oggi il prelievo avviene mediante l'utilizzo a blocchi come in passato, anche se oggi giorno si utilizzano attrezzi e sistemi maggiormente sofisticati.
Tra l'anno 1879 e il 1911 fu aperta la k.k. Fachschule für Steinbearbeitung ("Istituto professionale per la lavorazione della pietra"); poi però si riprese tra gli anni 1982/83, specializzata nell'insegnamento teorico e pratico della lavorazione della pietra. Dal 1985 è aperta agli stranieri.

## Le cave

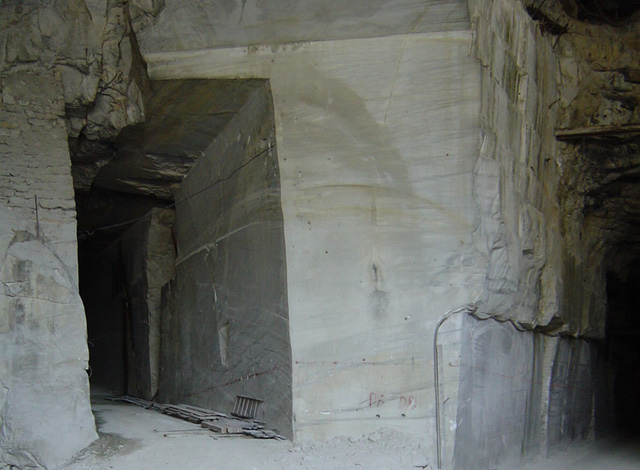
Marmo Weißwasserbruch in val di Lasa

La produzione del marmo di Lasa sarà ridotta nel 2009 nel Jennwand e nella cava di Acqua Bianca. Un'altra cava di questo evento è la Mitterwandl-Bruch, in cui si ottiene il noto marmo di Göflaner. Inoltre, c'erano il monte Tarnello (Tarnellerbrückl) e il Nesselwandbruch nella zona di Lasa. Nel deposito di marmo Croda Jenne (Jennwand, 2962 m) esso mostra imponenti strutture di piega. Il marmo è estratto in galleria presso la Croda Jenne di Lasa e nella cava di Covelano a cielo aperto a 2.170 m s.l.m. viene stipato in un'area pari 55.000 m² sita al margine meridionale di Lasa, "borgo del marmo", dal 1930.
Il marmo uno dei più pregiati dove i maggiori esperti lo apprezzano per il suo aspetto omogeneo ma che prende anche il caratteristico colore di bianco traslucido con un'assenza di venature. Altra è la sua resistenza: sale e alternanza gelo o rugiada. Si hanno due linee di marmo a Lasa:
- linea Lasa Bianco: perla, statuario, classico, ortles e nuvolato;
- linea Lasa Venato: vena d'oro, vena verde, fior di melo, cevedale, arabescato.

Rientrano tutte nel massiccio di Lasa, nel quale si trova il giacimento del massiccio della Croda Jenne che è stimato essere grande più di 30.000.000 di m³. La cava Acqua Bianca è sita ad una quota pari a 1.567 m, ed è la più sfruttata della zona della Lasa. Si aggiungano a quest'ultima le cave di:
- il Valtinboden (1914 m)
- le pareti Zirmwand (1914 m);
- le pareti Mahdwand (1780 m).

## La storia
Nel 1865 Carl Steinhäuser e suo figlio Johannes fondarono le Marmorwerke Laas, una delle più note ditte del marmo dell'impero austro-ungarico, finché nel 1883 Josef Lechner prese la cava di Acqua Bianca (Weißwasser) che ebbe nel periodo migliore fino a 100 operai intorno al 1900. Nel 1912 Matthias Gasteiger prese in gestione Nessel (Nesselwand) e fonda la Laasa – Marmorbruchbetrieb in Laas (Tirol) mit Sitz in München. Josef Lechner nel 1921 concede la sua cava Acqua Viva a Matthias Gasteiger la riconverte nel 1925 in Laasa Marmor-Bruchbetrieb GmbH dove grazie a capitale tedesco, italiano e americano viene fondata il 28 settembre 1928 la "Società Anonima Lasa per l’Industria del Marmo". 
Nel 1929 vi fu la costruzione della ferrovia marmifera di Lasa, l'impianto di trasporto di marmo più moderno d'Europa.
L'"Ente Nazionale per le Tre Venezie" la rilevò nel 1943, in seguito da parte di Giuseppe Sonzogno la "Lasa Marmo S.p.A." nel 1962 ed infine nel 2008 della "Lechner Marmor S.p.A."

## Geologia

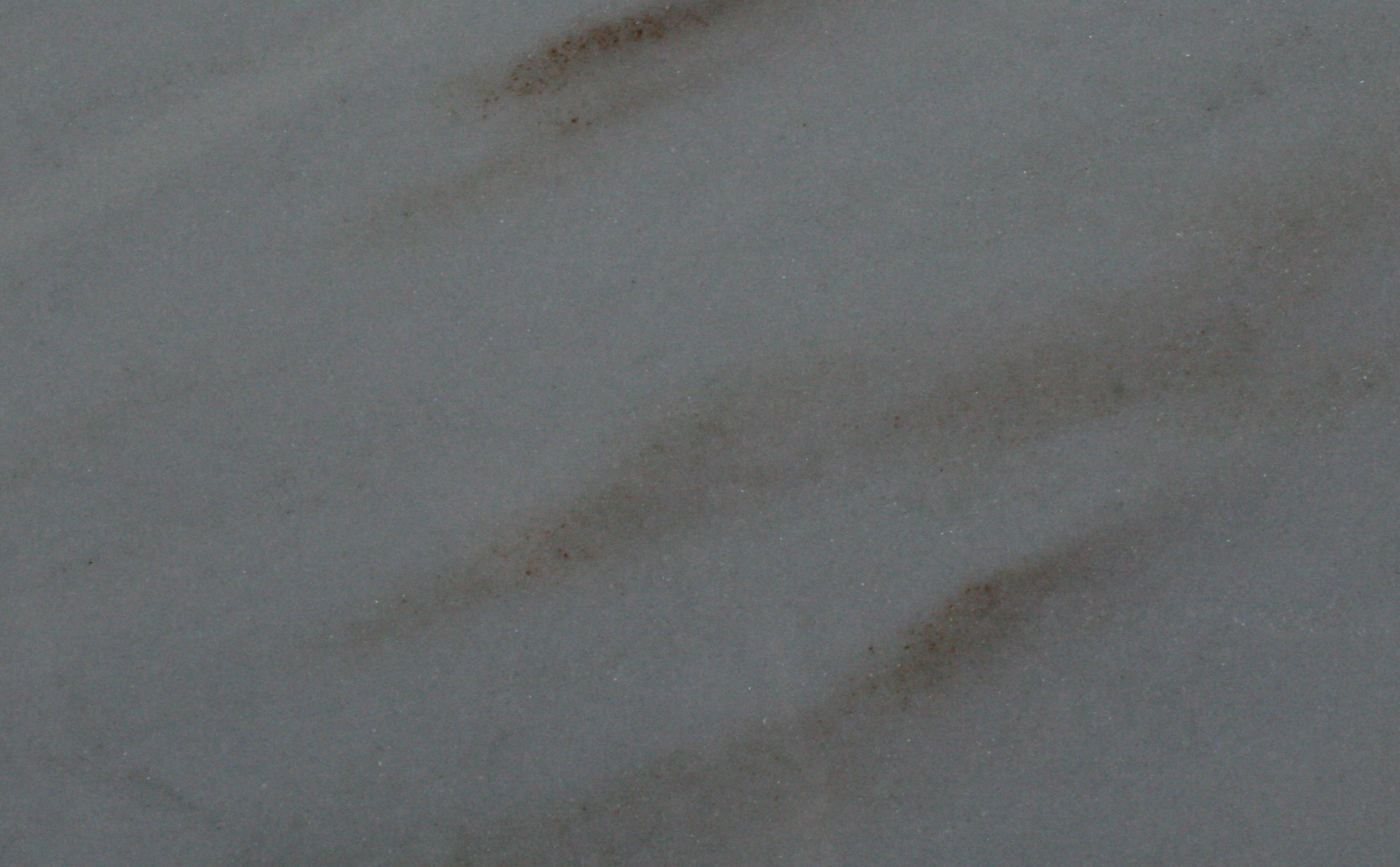
Marmo di Lasa qualità "Vena Oro". Muster ca. 20 × 13 cm

Il giacimento di marmo di Lasa appartiene ad una linea di ulteriori giacimenti di marmo isolati del Gruppo Ortles-Cevedale nella valle meridionale della Val Venosta, che si trovano vicino e parallele a una grande linea di faglia geologica, la linea insubrica. Questi depositi di marmo sono da perseguire come una banda di Lasa ad ovest alla Val Pusteria a est. Non tutti i giacimenti di marmo di questa zona sono stati oggetto di estrazioni mediante l'utilizzo di conci. Di solito sono incorporati in gneiss polymetamorphic, che hanno guadagnato nel corso della loro creazione un medio-alto grado di conversione. A sud di Lasa si verificano oltre a micene scisti mylonitisierten, paragneisses e anfiboliti di marmo prevalentemente bianco alla superficie (insieme chiamato unità "Lasa").
Questo potente stoccaggio di marmo sul fianco nord-est del Gruppo dell'Ortles comprende i depositi di circa 500 milioni di metri cubi. Si trova a circa 40 chilometri a ovest di Merano e si è formato 400 milioni di anni fa durante l'orogenesi ercinica quando il calcare immagazzinato nel nord dell'Africa è stato trasportato attraverso la deriva continentale del piatto nella zona di Lasa. Questo calcare è stato trasformato dal calore e dalla pressione nel marmo.

## Proprietà e contenuto minerale
Il marmo di Lasa è resistente al gelo e ai fornitori viene garantita la resistenza al ghiaccio antigelo. Il suo contenuto di carbonato di calcio è dal 96,4 al 98,6 percento. La resistenza alla compressione a frattura fresca è di circa 118 MPa. Sono inclusi gli strati di quarzo e di mica e ci sono cristalli di calcite più grandi nella struttura romboedrica.
Altri componenti minerali in questa roccia sono actinolite, dolomite, pirite, titanite, rutilo e zircone.

## Utilizzo del marmo estratto
Alcuni esempi dove è stato utilizzato il marmo di Lasa:
- i palazzi milanesi SIVEM a Tarchetti di Giò Ponti;
- il "fantastico scettro";
- gli uffici finanziari di Milano;
- la casa Balilla di Gianni Mantero a Como;
- la Gran Moschea dello Sceicco Zayed ad Abu Dhabi;
- la sala municipale di Bolzano;
- la chiesa di San Vigilio a Merano;
- i menhir di Lagundo;
- la cornice del portale di castel Tirolo;
- alcune decorazioni della chiesa parrocchiale di Lasa.

Ma anche per vari monumenti artistici:
- monumento a Franz Grillparzer a Vienna;
- ritratto di Richard Wagner a Monaco;
- i monumenti funebri di Menelik II ad Addis Abeba;
- l'Achille Morente di Corfù;
- la tomba di Pio IX a Roma;
- il monumento alla regina Vittoria a Londra;
- le sculture che adornano il palazzo di giustizia di New York;
- monumento funebre per Andreas Hofer.